# Carbonato de cálcio
Carbonato de cálcio é uma substância química de fórmula CaCO3, sendo o sal de cálcio do ácido carbônico. Na natureza é uma substância comum, encontrada na forma de calcita e aragonita quando puro, ou na forma de dolomita quando na forma de um carbonato duplo com magnésio, sendo os principais componentes do calcário, podendo ainda ser o principal constituinte de esqueletos e conchas de animais marinhos. Industrialmente é uma das principais fontes de cálcio, sendo usado na indústria de construção civil para a produção de cimento, na agricultura para a correção de acidez do solo, por possuir um pH alcalino em solução, e como abrasivo.

## Mineralogia dos carbonatos

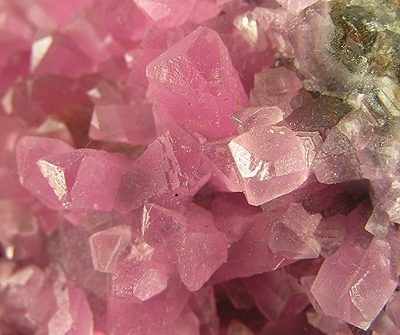
Estrutura cristalina trigonal do mineral calcita

Na natureza os minerais de carbonato de cálcio são encontrados em três formas cristalinas:

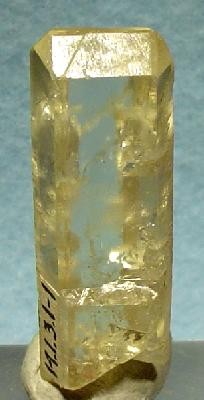
Estrutura cristalina ortorrômbica do mineral aragonita

'Aragonita': Quando seus cristais apresentam a forma ortorrômbica.
'Calcita': Quando seus cristais apresentam a forma romboédrica ou trigonal. É o mineral mais estável dos carbonatos de cálcio.
'Vaterita': Mineral polimorfo menos estável de carbonato de cálcio que se cristaliza no sistema hexagonal. Por ser o menos estável dentre os minerais de carbonato de cálcio ele é o mais escasso em ambientes naturais.

## Presença nos oceanos

### Carbonato de cálcio na água do mar
No oceano, o carbonato de cálcio tem um papel importante nas reações químicas do sistema carbonato marinho.
- CO2(g) → CO2(aq)
- CO2(aq) + H2O → H2CO3
- H2CO3 → H+ + HCO3-
- HCO3- → H+ + CO32-
- Ca2+ + CO32- → CaCO3(s)

Nas reações acima, o dióxido de carbono (CO2) sequestrado da atmosfera pelos oceanos reage com a molécula de água (H2O) para formar o ácido carbônico (H2CO3). Este é instável e se dissocia liberando prótons (H+) e íons bicarbonato (HCO3-). Os íons bicarbonato se dissociam liberando prótons (H+) e íons carbonato (CO32-). O carbonato pode se ligar ao cálcio (Ca2+) formando carbonato de cálcio (CaCO3). Esse sistema de reações é dinâmico, podendo haver deslocamentos em ambos os sentidos de cada reação química. Na reação do carbonato com o cálcio há a formação de uma substancia sólida, o carbonato de cálcio. Este precipita em direção ao fundo, acumulando no sedimento marinho. A formação do carbonato de cálcio em águas superficiais e sua sedimentação em direção ao assoalho oceânico é importante na transferência do carbono superficial para águas profundas. Além disto, a deposição do carbonato de cálcio no sedimento pode se tornar um importante sistema de acumulação de hidrocarbonetos. 

### Saturação do carbonato de cálcio na água do mar
O estado de saturação do carbonato de cálcio na água do mar pode ser determinado através da fórmula:
{\displaystyle \Omega ={\frac {[\mathrm {Ca} ^{2+}][\mathrm {CO} _{3}^{2-}]}{K_{sp}^{*}}}}
onde Ω é o estado de saturação do carbonato de cálcio, [Ca2+] é a concentração do íon cálcio, [CO32-] é a concentração do íon carbonato e Ksp* é o produto de solubilidade do carbonato de cálcio (que é uma função de temperatura, salinidade e pressão).
A saturação do carbonato de cálcio está relacionada com a sua solubilidade na coluna de água. A água do mar está subsaturada (Ω < 1) quando há menos carbonato de cálcio dissolvido do que sua capacidade de dissolução em determinadas condições de temperatura, salinidade e pressão. Por outro lado, a água do mar está supersaturada (Ω > 1) quando há mais carbonato de cálcio dissolvido do que sua capacidade de dissolução. Quando há um equilíbrio termodinâmico entre o que está dissolvido e a capacidade de dissolução da água do mar, o estado de saturação é igual a 100% (Ω = 1).
A profundidade de saturação do carbonato de cálcio (Ω = 1) na água do mar é um conceito diferente da profundidade de compensação do carbonato de cálcio no oceano. A profundidade de compensação do carbonato de cálcio está relacionada com a profundidade na qual praticamente não se encontra carbonato de cálcio no sedimento marinho. Ambas profundidades variam entre os oceanos. Em média, no Oceano Atlântico as profundidades de saturação da calcita e aragonita ocorrem em 4300 m e 1500 m, respectivamente. Já as profundidades de compensação desses dois minerais ocorrem em 5000 m e 2500 m, respectivamente. No Oceano Pacífico, em média, as profundidades de saturação da calcita e aragonita ocorrem em 750 m e 500 m, respectivamente. Já as profundidades de compensação ocorrem em 3000 m e 1000 m, respectivamente. A forma estrutural da aragonita é mais solúvel na água do mar do que a calcita, o que explica a diferença em suas profundidades de saturação e de compensação.

### Fatores que influenciam a solubilidade do carbonato de cálcio no oceano
A solubilidade do carbonato de cálcio na água do mar é influenciada por fatores como a temperatura, a pressão e processos respiratórios. A baixa temperatura, a alta pressão e os processos respiratórios aumentam a solubilidade do carbonato de cálcio na água do mar.
A mudança da temperatura altera o equilíbrio químico de uma reação (princípio de Le Châtelier). Quando a reação é exotérmica, como é o caso da dissolução do carbonato de cálcio, temperaturas baixas deslocam o equilíbrio para a direita na reação abaixo, favorecendo a solubilidade do carbonato de cálcio. O aumento da temperatura desloca o equilíbrio para a esquerda favorecendo a formação de carbonato de cálcio:
CaCO3 → Ca2+ + CO32-
Com o aumento da pressão, o equilíbrio da reação é deslocado no sentido da diminuição do número de partículas (princípio de Le Châtelier). No caso da reação de dissolução do carbonato de cálcio, o aumento da pressão desloca essa reação no sentido direto favorecendo sua solubilidade.
Os processos respiratórios no ambiente marinho (ex.: degradação da matéria orgânica) liberam o dióxido de carbono na coluna de água através da reação: 
C6H12O6 + 6 O2 → 6 CO2 + 6 H2O 
Grandes quantidades de dióxido de carbono (CO2) dissolvido na coluna de água tendem a diminuir o pH, tornando o meio mais ácido. Com o pH ácido, a estabilidade da estrutura cristalina do carbonato de cálcio diminui, favorecendo sua dissolução em íons cálcio (Ca2+) e carbonato (CO32-).

### Carbonato de cálcio biogênico
Diversos grupos de organismos marinhos secretam estruturas que contém carbonato de cálcio. Entre eles, destacam-se corais escleractíneos, pterópodos e algas calcárias. A tabela abaixo apresenta alguns grupos de organismos secretores de carbonato de cálcio e a composição percentual de suas estruturas carbonáticas.
| Grupo de organismos | Aragonita (%)                                          | Calcita (%) | Teor de carbonato de magnésio (%) |
| ------------------- | ------------------------------------------------------ | ----------- | --------------------------------- |
| Escleractíneos      | 100                                                    | 0           | < 1                               |
| Hidrocorais         | 100 (gênero Millepora)                                 | 0           | < 1                               |
| Foraminíferos       | raro                                                   | 85-99       | 1-15                              |
| Gastrópodes         | 97,6-100 (nos vermetídeos essa porcentagem é variável) | 0           | 0-2,4                             |
| Cirripédios         | 0                                                      | 95-100      | < 5                               |
| Equinodermas        | 0                                                      | 83-98       | 2-17                              |
| Clorofíceas         | 100 (Ordem Codiales)                                   | 0           | < 1                               |
| Rodofíceas          | 0                                                      | 70-93       | 7-30                              |

### Ecossistemas carbonáticos marinhos

#### Recifes de coral
Recifes de coral são construídos através da precipitação de carbonato de cálcio secretado por organismos marinhos em suas estruturas carbonáticas. Assim, o crescimento do recife é dominado por processos biológicos. Os corais construtores de recifes (corais escleractíneos) possuem zooxantelas (dinoflagelados) simbióticas. O processo de calcificação pode ser estimulado pelas zooxantelas que ao utilizar dióxido de carbono para a fotossíntese favorecem a transformação de bicarbonato em carbonato. A fotossíntese aumenta o pH da água, disponibilizando mais íons carbonatos para a precipitação do carbonato de cálcio.

#### Recifes de arenito
Os recifes de arenito são formados através da precipitação inorgânica de carbonato de cálcio dominada por processos físicos-químicos. Em águas quentes, o carbonato de cálcio tende a se insolubilizar precipitando-se no assoalho submarino. Os cristais de calcita e aragonita são precipitados em regiões impactadas pelas ondas. Quando depositados são armazenados no espaço intersticial dos sedimentos arenosos e retidos pela presença de uma substância viscosa chamada húmus. O húmus tem origem nas matas costeiras (ex.: Mata Atlântica) e atinge as praias através dos rios ou lençóis freáticos, que por sua vez, obtêm o húmus através do solo. Esta substância promove a agregação inicial dos grãos de areia, possibilitando a posterior cimentação por parte do carbonato de cálcio. A interação entre húmus, carbonato de cálcio e eletrólitos marinhos age como uma cola, ou seja, tem poder de agregar e endurecer. O húmus, neste caso, assume o papel de agregador e o carbonato de cálcio faz o papel de cimento que enrijece a estrutura. Assim vai se formando o recife de arenito, camada por camada. 

### Distribuição geográfica dos recifes de coral

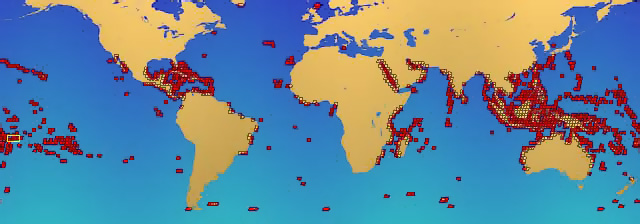
Distribuição geográfica dos recifes de coral no oceano global.

A distribuição de recifes no globo ocorre tanto em águas tropicais como em águas temperadas. Poucos recifes de corais existem em águas abaixo de 18 ºC.[carece de fontes?] A temperatura ótima para o desenvolvimento da maioria dos recifes de coral é de 26-27 ºC. Além disso, a distribuição global dos recifes de coral coincide com as regiões do oceano que possuem as maiores taxas de saturação do carbonato de cálcio. Estas regiões supersaturadas, como é o caso dos mares tropicais, apresentam condições favoráveis para a formação de estruturas carbonáticas como, por exemplo, o exoesqueleto dos corais escleractíneos.  

## Uso na saúde
O carbonato de cálcio é utilizado no tratamento de pacientes com insuficiência renal crônica, atuando como agente quelante de fosfato. Ao se ligar ao fosfato presente na dieta, forma complexos insolúveis que são eliminados pelas fezes, contribuindo para o controle dos níveis séricos de fósforo e cálcio. Além disso, fornece uma base para o tratamento da acidose metabólica e auxilia na absorção intestinal de cálcio. Diante disso, há  estudos que indicam a existência de indícios de que, a longo prazo, o uso carbonato de cálcio traga benefícios na redução da morbidade associada à hemodiálise.